# Инфьерно
Инфьерно (исп. Barranco del Infierno) — ущелье на острове Тенерифе (Канарские острова, Испания), природный заповедник. Ущелье расположено в юго-западной части острова в муниципалитете Адехе. Адское ущелье является одной из достопримечательностей Тенерифе.

## История
Археологические находки говорят о том, что коренное население острова, гуанчи, проживали в районе ущелья. Были найдены пещеры, в которых проживали гуанчи. Некоторые из пещер имели на стенах типичные узоры.
Позже испанские завоеватели использовали воду из водопада, прокладывая каналы к поселениям в прибрежных регионах. На склонах гор испанцы также закладывали террасные поля, чтобы использовать землю в сельскохозяйственных целях.
В наше время ландшафт ущелья является природным заповедником Reserva Natural Especial del Barranco del Infierno.

## Пешеходный маршрут

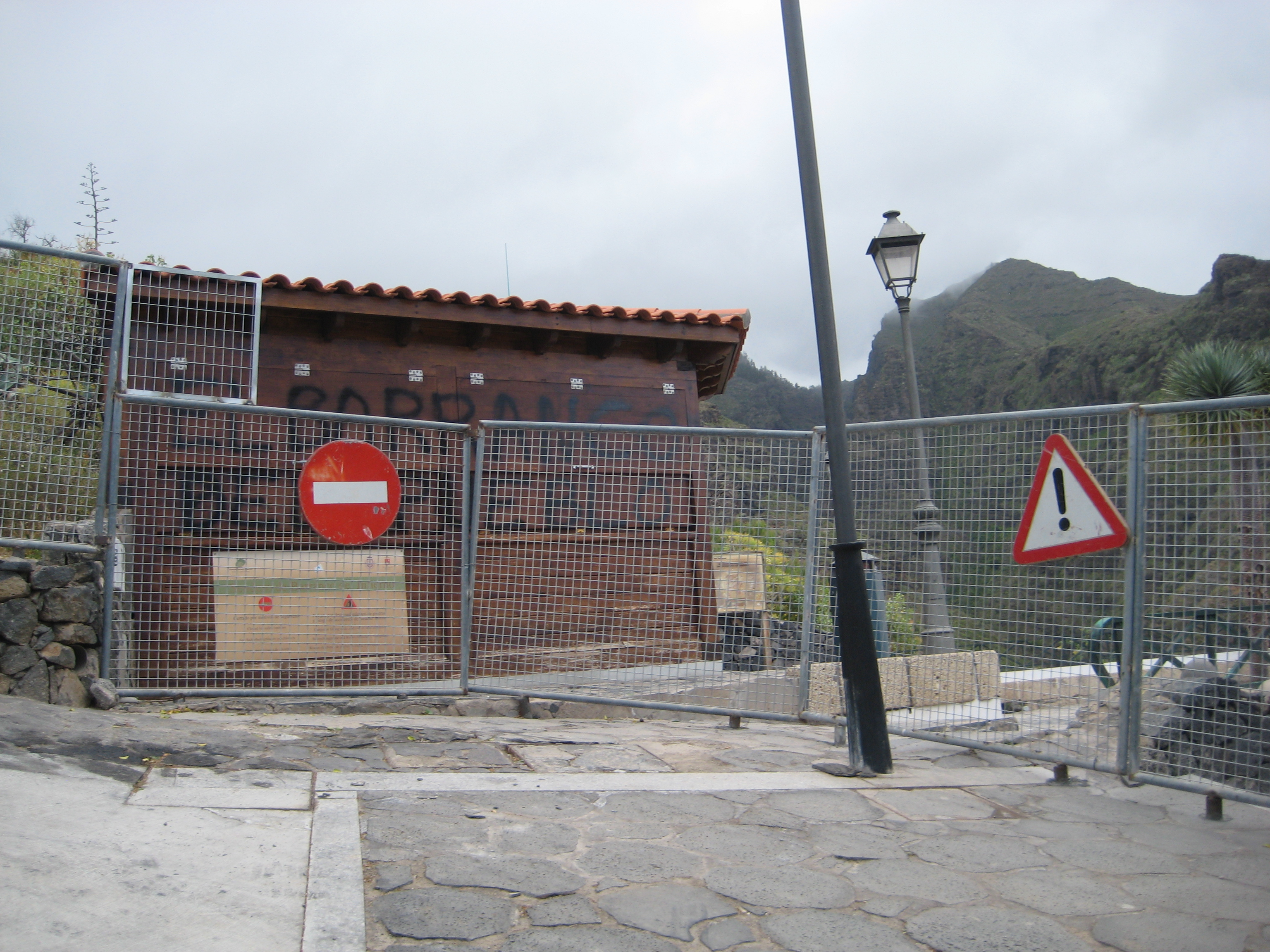
Новая изгородь у начала закрытого пешеходного маршрута

Пешеходная тропа начинается в Адехе, выше Casa Fuerte. С 2004 года за вход взимали небольшую плату и ограничивали число посетителей в день. Протяженность маршрута составляет 6,3 км, включая обратную дорогу. Максимальный перепад высоты составляет 200 м, за счет чего маршрут является довольно легким.
Для ущелья, как и для всего острова, типично многообразие флоры и фауны. В конце тропы находится небольшой водопад, который является единственным источником пресной воды на Тенерифе. Водопад падает с высоты 80 м, а его полноводность зависит от сезона.
В 2009 году после несчастного случая пешеходная тропа была закрыта из-за опасности маршрута для туристов. После повторного несчастного случая в 2014 году, вход на тропу был оборудован новой изгородью и запрещающими знаками.
С начала апреля 2015 года вход в ущелье вновь официально открыт.